# Ytri hydroxide
Ytri hydroxide là một hợp chất vô cơ và một base có công thức hóa học là Y(OH)3.

## Sản xuất
Ytri hydroxide có thể được sản xuất bằng phản ứng của ytri(III) nitrat và natri hydroxide trong dung dịch nước:
Y(NO3)3 + 3NaOH → Y(OH)3↓ + 3NaNO3
Phản ứng này tạo ra ytri hydroxide dưới dạng kết tủa sền sệt màu trắng, có thể được làm khô thành bột màu trắng.

## Tính chất hóa học
Ytri hydroxide là một base, vì vậy nó có thể phản ứng với acid:
Y(OH)3 + 3HNO3 → Y(NO3)3 + 3H2O: 2Y(OH)3 + 3H2SO4 → Y2(SO4)3 + 3H2O
Hợp chất này hấp thụ khí carbon dioxide trong khí quyển.
Khi đun nóng, ytri hydroxide sẽ bị phân hủy:
2Y(OH)3 → Y2O3 + 3H2O↑